# تام ویلسک
توماس جیمز ویلسک ‎/ˈvɪlsæk/‎ (به انگلیسی: Tom Vilsack) سیاست‌مدار و ۳۲امین وزیر کشاورزی ایالات متحده آمریکا است که از سال ۲۰۰۹ تا ۲۰۱۷ نیز سی‌امین وزیر کشاورزی ایالات متحده آمریکا بوده است. ویلسک که عضو حزب دموکرات آیووا است، از سال ۱۹۹۹ تا ۲۰۰۷ چهلمین فرماندار آیووا بود.
او در نوامبر ۲۰۰۶ رسماً رقابت برای کسب نامزدی حزب دموکرات برای ریاست جمهوری آمریکا را در انتخابات سال ۲۰۰۸ آغاز کرد ولی در ۲۳ فوریه سال ۲۰۰۷ به مبارزات خود خاتمه داد.
باراک اوباما در ۱۷ دسامبر ۲۰۰۸ انتخاب ویلسک را به عنوان وزیر کشاورزی اعلام کرد. ویلسک رأیک اعتماد همه اعضای مجلس سنای ایالات متحده آمریکا را به دست آورد. او تنها عضو کابینه ایالات متحده آمریکا است که از زمان رسیدن اوباما به ریاست‌جمهوری همچنان در سمت خود مشغول به کار است.
در ۱۹ ژوئیه ۲۰۱۶، واشینگتن پست گزارش کرد که ویلسک در بین دو گزینهٔ نهایی هیلاری کلینتون برای نامزدی معاونت ریاست‌جمهوری در انتخابات است.
ویلسک دارای مدرک جی‌دی از مدرسه حقوق آلبانی در نیویورک است.

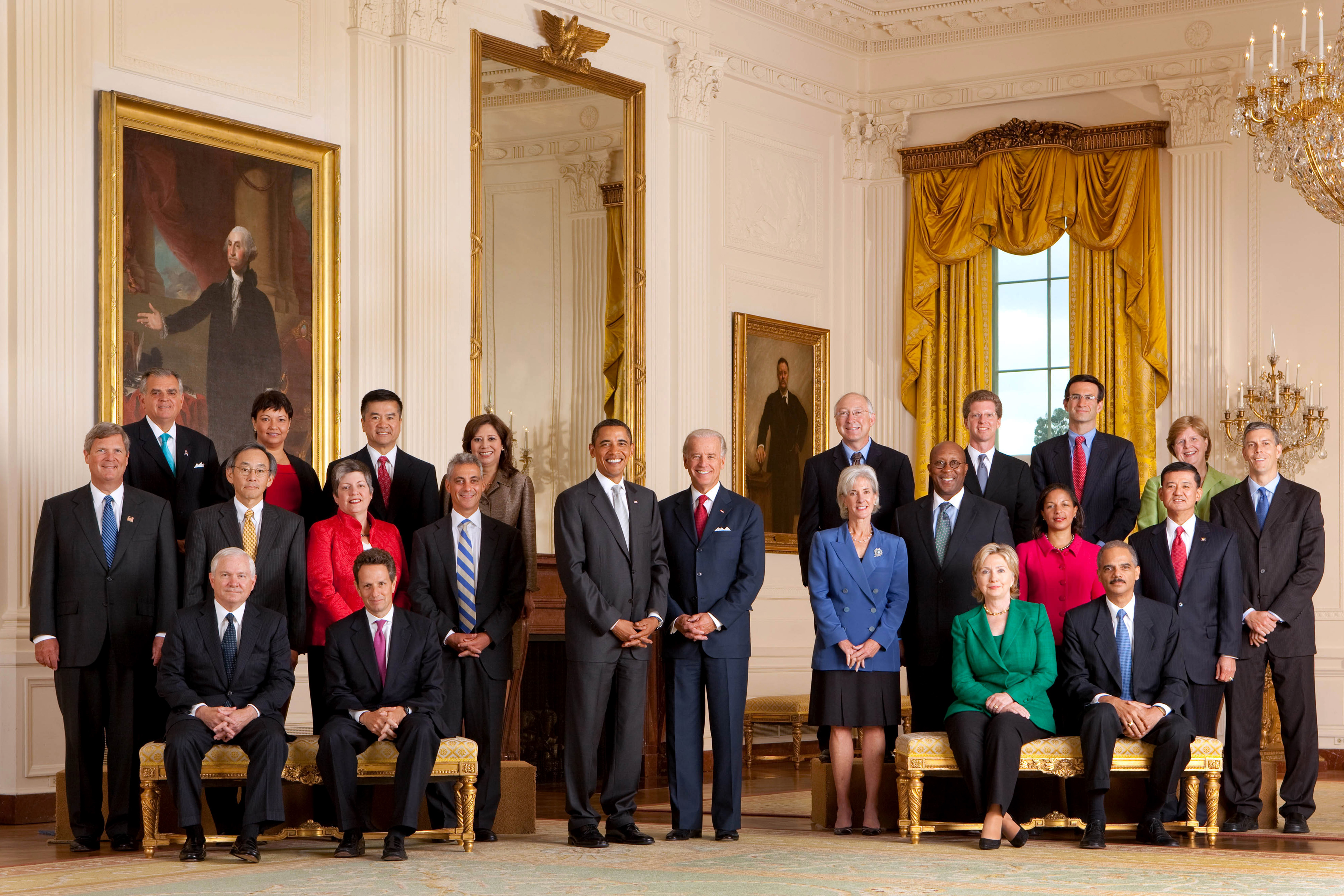
کابینه اول باراک اوباما، رئیس‌جمهوری آمریکا، در اتاق شرقی سال ۲۰۰۹ ردیف اول ایستاده از چپ به راست: ری لحود، لیسا جکسون، گری لاک، هیلدا سولیس، باراک اوباما، جو بایدن، کن سالازار، شان داناون، پیتر اورزاگ، کریستینا رومر، آرنی دانکن ردیف دوم ایستاده: تام ویلساک، استیون چو، جنت ناپالیتانو، رام امانوئل، کاتلین سیبیلیوس، ران کرک، سوزان رایس، اریک شینسکی ردیف سوم نشسته: رابرت گیتس، تیموتی گایتنر، هیلاری کلینتون، اریک هولدر

## نگارخانه

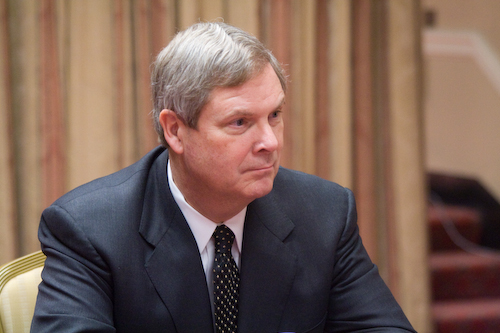
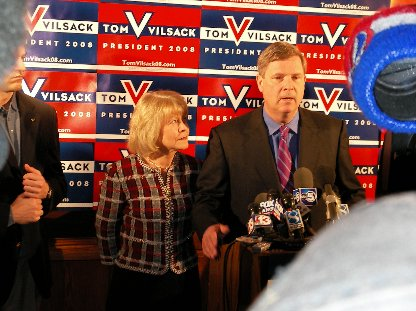
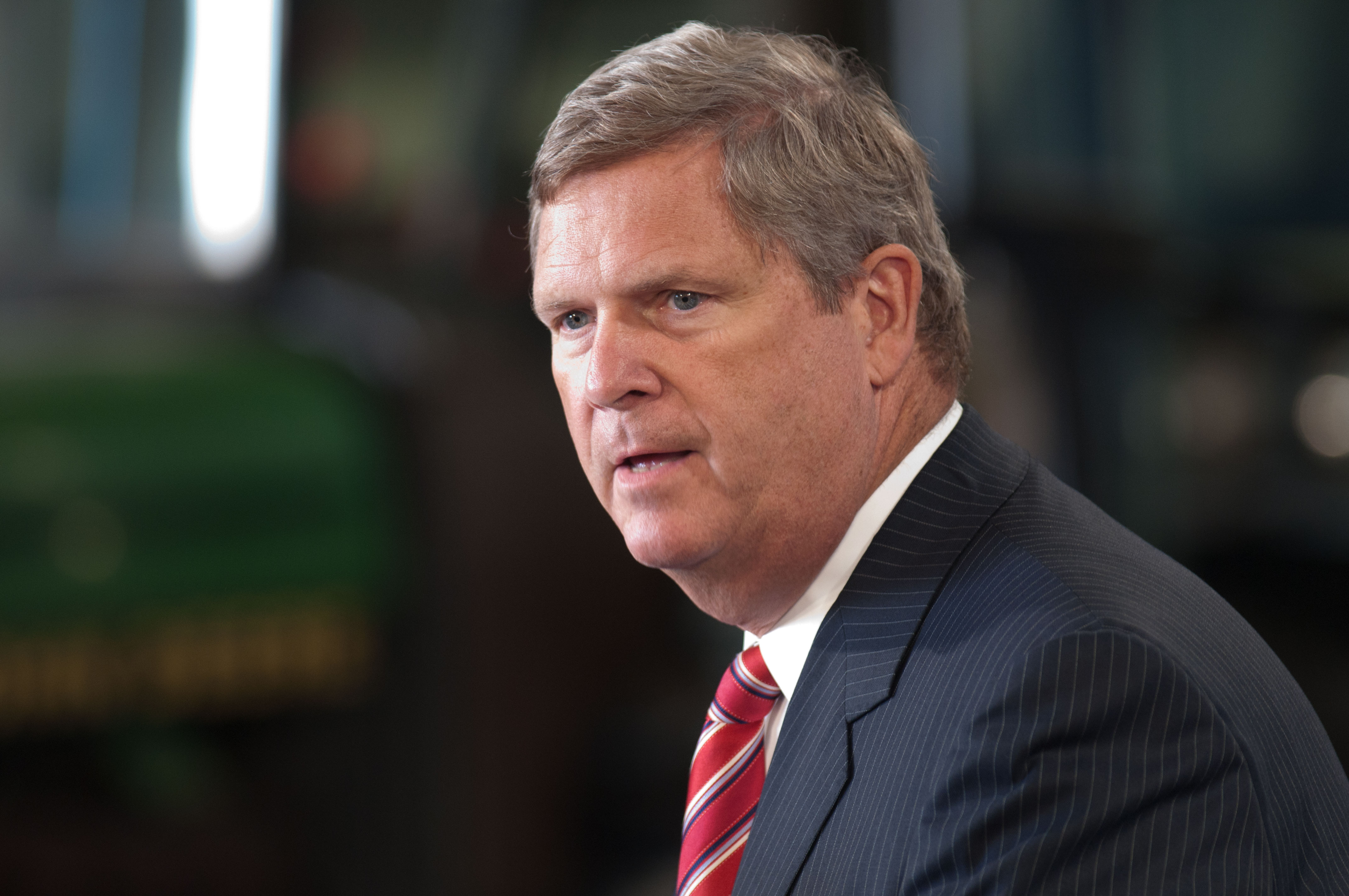
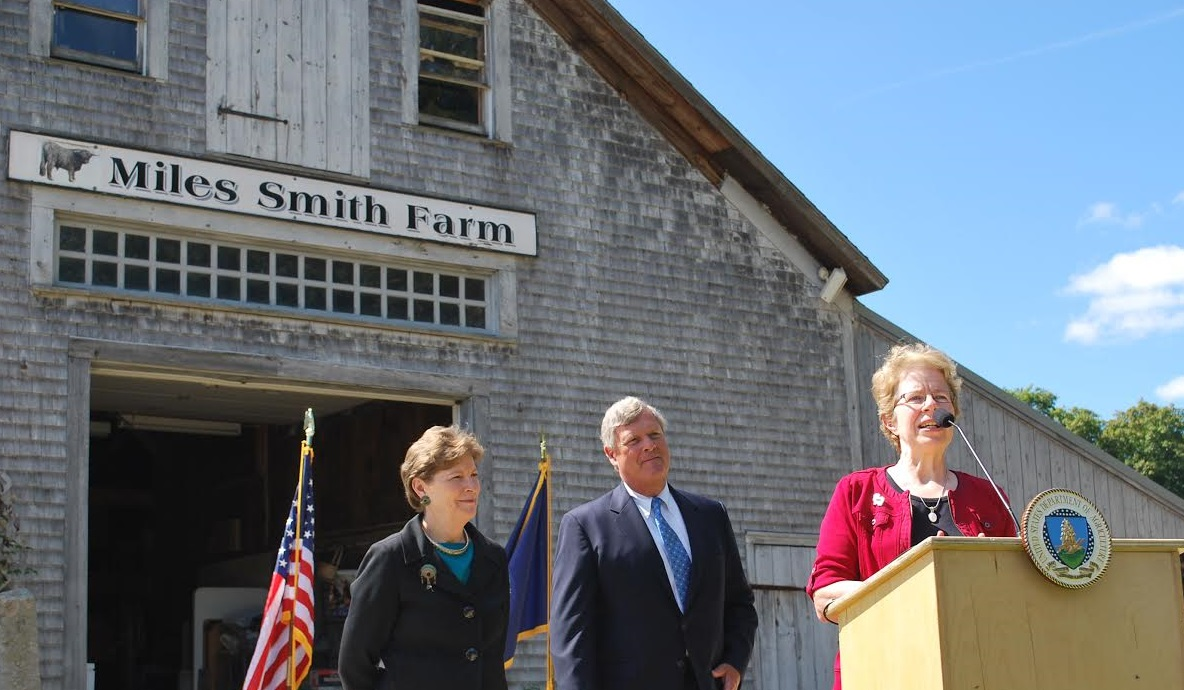